# سوریا (ایزد)
سوریا یا روشنایی بزرگ یا نیر اعظم یا ویوسونت پروردگار خورشید و از مهم‌ترین و مشهورترین خدایان آئین هندو است.
نام‌های دیگر سوریا در باستان ادبیات هند عبارتند از: آدیتیا، آرکا، بهانو، ساویتش، پوشان، راوی، مارت‌آشَا، مِیتراها، مِیتراَه، کثیروان، و ویواسات.
پسر کاشیاپا و ادیتی ایزد آئین هندو است. ایزد سوریا را با گیسوان و دستان زرین تصویر می‌کنند؛ سوریا نمود دیدنی خداوندگار دانسته می‌شود.

## بررسی اجمالی
منشأ سوریا به شدت در ریگ ودا متفاوت است، به طوری که گفته می‌شود او توسط تعدادی از خدایان از جمله آدیتی‌ها، آدیتی، دیوس، میترا (ودایی)-وارونا، آگنی، ایندرا-سوما، ایندرا-وارونا، ایندرا-ویشنو، پوروشا، دهتری، آنگیرازها، و به‌طور کلی دواها همچنین آثارواودا اشاره می‌کند که سوریا از وریترا سرچشمه گرفته است.
او به ویژه در سنت‌های سائورا (هندوئیسم) و سنت اسمارته موجود در ایالات هند مانند راجستان، گجرات، مادیا پرادش، بیهار، مهاراشترا، اوتار پرادش، جارکند و اودیشا مورد احترام است.
پرستش سوریا که به عنوان یک خدای اولیه در هندوئیسم بیش از بسیاری از خدایان اولیه ودایی باقی مانده بود، در حدود قرن سیزدهم بسیار کاهش یافت، شاید در نتیجه تخریب معابد خورشید در شمال هند توسط مسلمانان. معابد خورشید جدید عملاً ساخته نشدند و برخی بعداً به خدای دیگری تغییر کاربری دادند. تعدادی از معابد مهم سوریا باقی مانده است، اما بیشتر آنها دیگر در حال عبادت نیستند. از جنبه‌های خاصی، سوریا تمایل دارد با خدایان برجسته ویشنو یا شیوا ادغام شود، یا به عنوان زیرمجموعه آنها دیده شود.
شمایل نگاری سوریا اغلب سوار بر ارابه ای که توسط اسب‌ها مهار شده است، به تصویر کشیده می‌شود که اغلب به تعداد هفت عدد که نشان دهنده هفت رنگ نور مرئی و هفت روز هفته است، به تصویر کشیده می‌شود. در دوران قرون وسطی، سوریا در روز همراه با شیوا در ظهر همراه با ویشنو در غروب همراه با برهما عبادت می‌شد.

## خدای خورشید (سوریا)

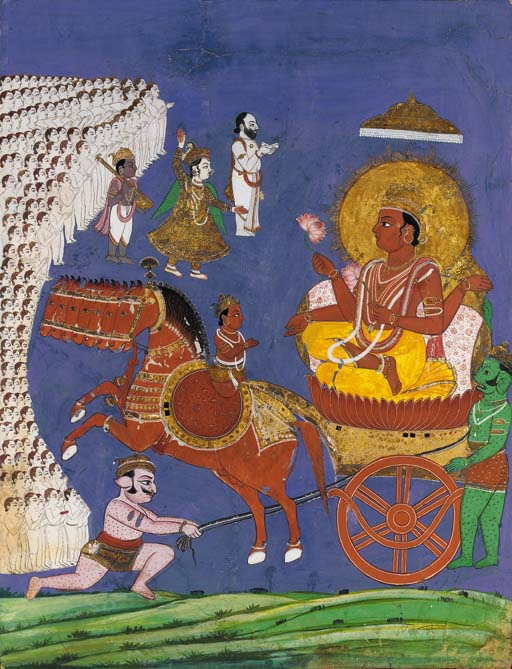
خدای خورشید سوریا سوار بر گردون

چلیپای شکسته یا سواستیکا، از نمادهای سوریا است

در هندوستان خدای خورشید با نام سوریا شناخته می‌شود و یکی از مهم‌ترین خدایان «ودایی» محسوب می‌شود. این خدا از یکسو تجلی عظمت آتش الهی آگنی است و از دیگر سوی منبع و منشأ نور، گرما، حیات و معرفت است. نظارت سوریا به جهان با برج‌های دوازده‌گانه خورشید در طول سال نسبت دارد. سوریا مرکز عالم خلقت است که در مرز سپهرهای متفاوت قرار گرفته است. برفراز خورشید، افلاک غیر نورانی و غیر ظاهر قرار دارند که حوزه حکمرانی حاکم اعظم کائنات است و تحت آن کرات و سپهرهای ظاهر (چون ماه و زمین و دیگر سیارات) واقع شده‌اند. پس جایگاه خورشید حد اتصال دو مرتبه وجود (متجلی و نامتجلی) است و او نماینده هر دو وادی به‌شمار می‌رود. خورشید برای انسان بدوی قوی‌ترین عنصر وجود و مهربان‌ترین قوای طبیعت بوده و قاعدتاً می‌بایست جزو اولین خدایان و معبودان برای او بوده باشد. حیات و بقای انسان بدوی به حضور خورشید متکی بوده و لذا خورشید که منشأ نور، قدرت روحانی و قوای فکری و نیروهای طبیعی بوده نزدیکترین پدیده به ذات جاودانی الهی شمرده می‌شد.
هر آنچه که از آغاز تا انجام بوده و خواهد بود از خورشید نشأت گرفته. درجه تقدس خورشید گاه به مرتبه فرد اولیه می‌رسد و با قربانی کیهانی یکی می‌شود. پروردگار تولید نسل‌ها به خورشید تبدیل می‌شود و همه موجودات زنده از او متولد می‌گردند، او توسط انوار تابناک خود به غذا و غلات جان می‌بخشد، وقتی که خورشید طلوع می‌کند به ربع شرقی وارد می‌شود و بقای موجودات را به شعاع‌های خود تضمین می‌کند، آنگاه جهات غرب و جنوب و شمال و بالا و پایین را و هر آنچه که در میان آنهاست منور می‌سازد.
خورشید روح جهان است، منور بودن خورشید به نیروی بینایی تشبیه شده و او را چشم میترا، وارونا، آگنی و دیگر خدایان دانسته‌اند. سوریای هندی (خدای خورشید) گاه با هور ایرانی که چشمان اهورامزدا است مطابقت دارد. البته خورشید حیات بخش گاه نیز با صفت نابودکننده بیان شده، «در آخرالزمان خورشید همه جهان را خشک و از هستی ساقط می‌کند».

## صفات ظاهری سوریا
در آئین هندو سه خورشید خدائی ودائی یعنی سوریا، سوینزی و یرسوت تبدیل به یک خدا و در سوریا یگانه می‌شوند. سوریا در آئین هندو خیرخواه انسان و نماد او صلیب شکسته‌ای است که نشانه بخشندگی است. او را کشنده اهریمنان می‌دانند. در خصوص صفات ظاهری خورشید (خدا) اشارات زیادی است و اکثر شمایل‌ها و تصاویر آنان بر اساس تجویز همین متون شکل می‌یابند.
خورشید (خدا) گیسوان و ریشی طلایی دارد. تمام وجود او حتی نوک ناخن‌هایش مشعشع و تاباناست چشمانش قهوه‌ای رنگ است او مرتبه ای ورای تمام شیاطین دارد. پس هر که وی را بشناسد و صفات او را دریابد خود به مرتبه‌ای رفیع تر از جایگاه کل شیاطین ارتقاء می‌یابد. گردن او به شکل صدف لاکپشت است او با دستبند و تاجی زرین خود را آراسته و از تابش آن زوایای آسمان منور می‌گردد.
خورشید دو بازوی بلند و یک بازوی کوتاه دارد (منظور شعاع‌های خورشید است) او چکمه‌های بلند به پا دارد و کمربند مرصع به کمر بسته. سوار بر ارابه ای از طلا در دل تاریکی سیر می‌کند و فانی و جاوید را در مکان‌های مناسب خویش قرار می‌دهد. ارابه سوریا یک چرخ دارد و توسط چهار یا هفت اسب مادیان کشیده می‌شود و گاهی نیز یک اسب هفت سر که در شعاع‌های نور محصور گشته‌اند، ارابه سوریا را پیش می‌برند و سوریا برگل نیلوفری بر فراز این ارابه زرین می‌نشیند.
ارابه ران خورشید آرونا به معنی سرخ‌فام نام دارد … او در جلوی سوریا بر روی ارابه می‌ایستد و جهان را از شدت خشم سوزنده خورشید در امان نگه می‌دارد. سوریا در معابدی که به معابد خورشید شهرت دارند عبادت می‌شود وفور سنگ درهند و رواج هنر حجاری موجب گشته که اکثر تندیس‌ها در سنگ‌های موجود در مناطق مختلف ساخته شوند و به همین خاطر اکثر تندیس‌های بجای مانده از سوریا از سنگ هستند.

## معبد خورشید

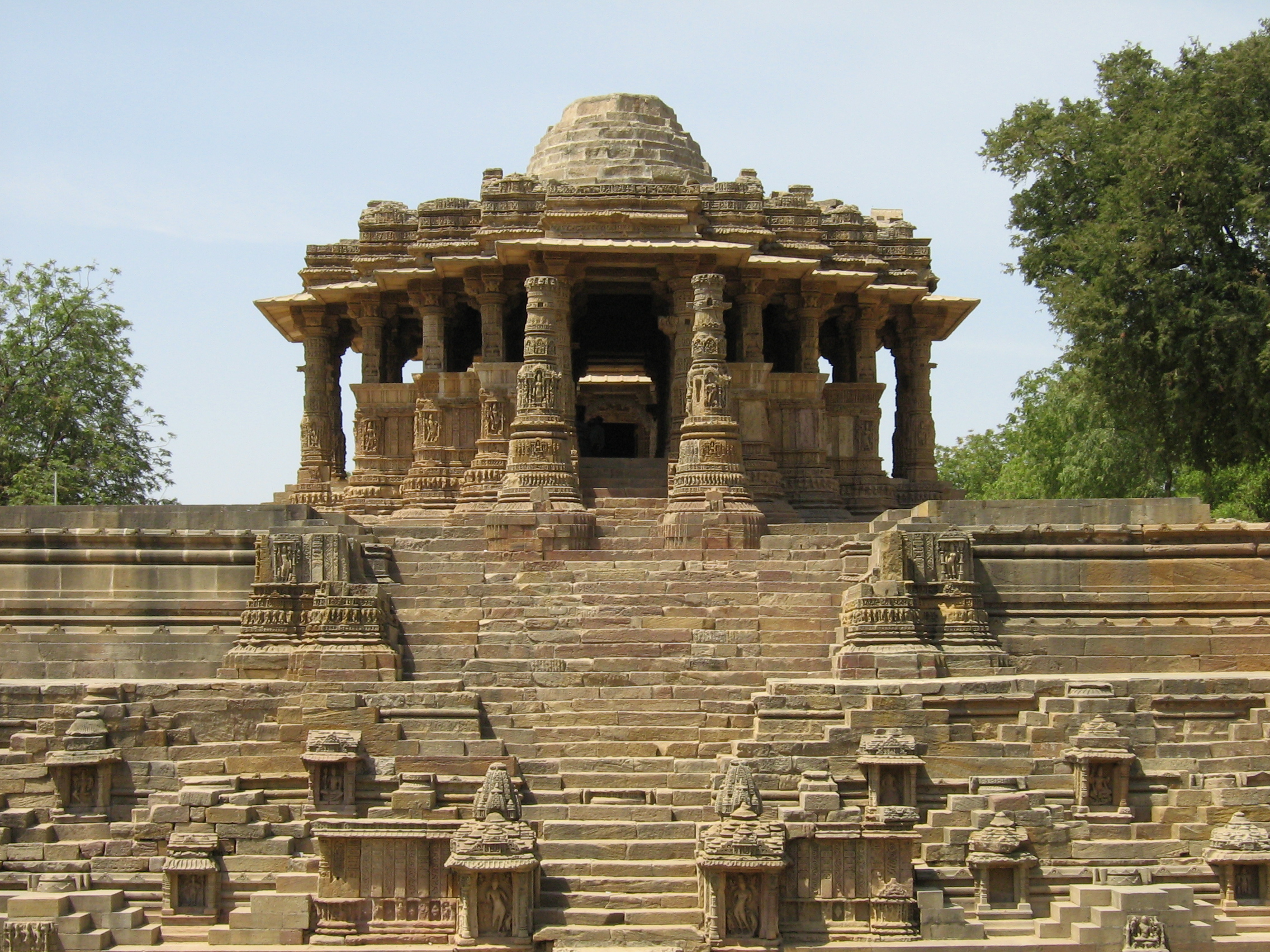
معبد خورشید، مدهرا

مشهورترین معبد سوریا معبد خورشید کونارک است که یک میراث جهانی در اوریسا است. معماری معبد در قرن سیزدهم توسط سلسلهٔ گانگای شرقی ساخته شده و در یک مکان زیارتی از قبل موجود برای خدای سوریا ساخته شده است، یک ارابه بزرگ را با دوازده چرخ که هفت اسب آن را می‌کشد تقلید می‌کند. این معبد در سه تمثال سوریا را نشان می‌دهد که سورای بزرگ اصلی ویران شده و معبد در اثر حملات مکرر مسلمانان آسیب دیده است. به غیر از کونارک، دو معبد خورشید دیگر نیز در اوریسا وجود دارد که به نام معبد خورشید بیرانچی نارایان است.
معابد خورشید در بسیاری از مناطق هند، مانند گجرات و مُدهِرا وجود دارد. معابد مهم دیگر سوریا در معبد کاناکادیتیا (Kanakaditya) در کاشلی (Dist ratnagiri) - ماهاراشترا، نزدیک معبد معروف گلتاجی (Galtaji) در جیپور، راجستان و آسام یافت می‌شوند.
معبد خورشید آدیتیاپورام (Adithyapuram) یک معبد هندو است که در Iravimangalam در نزدیکی کادوتوروتی (Kaduthuruthy) در منطقه کوتایام در ایالت کرالا هند اختصاص داده شده به سوریا است. به عنوان تنها زیارتگاه سوریا در ایالت کرالا ذکر شده است.
معبد خورشید Martand در جامو و کشمیر توسط ارتشهای اسلامی تخریب شد. معبد سوریا در شمال هند که از آن بازمانده است، Kattarmal Surya mandir در شهرستان المورا، ایالت اوتاراکند است که توسط پادشاه کاتارمال (Kattarmal) در قرن دوازده ساخته شده است.
گوجرها اساساً پرستندهٔ خورشید بودند و برخی از معابد خورشید توسط آنها در دوره قرون وسطایی برپا شدند. معبد خورشید معروف به Jayaditya توسط پادشاه گوجر ناندیپوری، Jayabhatta II ساخته شده است. این معبد در کوتپیورا در نزدیکی کاپیکا در منطقه بهاروکاچا واقع شده است. معبد سوریای بهینمال معروف به معبد جاگاسوامی سوریا نیز در این دوره ساخته شد.